# Elezioni parlamentari in Finlandia del 1917
Le elezioni parlamentari in Finlandia del 1917 si tennero il 1º ottobre per il rinnovo dell'Eduskunta, su ordine del governo russo dopo che l’assemblea aveva unilateralmente avocato a sè i poteri in politica interna dello zar che aveva abdicato dopo la rivoluzione di febbraio.

## Risultati
| Liste                                               | Voti    | %     | Seggi   |
| --------------------------------------------------- | ------- | ----- | ------- |
| Partito Socialdemocratico Finlandese                | 444.670 | 44,79 | 92      |
| Partito Finlandese + Partito dei Giovani Finlandesi | 299.516 | 30,17 | 32/24/5 |
| Lega Agraria                                        | 122.900 | 12,38 | 26      |
| Partito Popolare Svedese                            | 108.190 | 10,90 | 21      |
| Unione Operaia Cristiana Finlandese                 | 15.489  | 1,56  | -       |
| Altri                                               | 1.997   | 0,20  | -       |
| Totale                                              | 992.762 |       | 200     |